# 완전범죄 프로젝트
《완전범죄 프로젝트》(Get the Gringo)는 2012년 공개된 미국의 액션 스릴러 영화이다.

## 줄거리
영화는 미국 국경을 넘어 멕시코로 도주하던 어릿광대 복장의 도주 운전자가 부패한 멕시코 경찰에게 체포되면서 시작된다. 경찰은 운전자의 차에서 2백만 달러가 넘는 돈을 발견하고, 그를 '그링고'라는 이름으로 감옥에 가둔 채 돈을 가로챈다. 감옥은 작은 마을처럼 운영되는 특이한 곳이었고, 그링고는 빠르게 감옥 내의 범죄 계층을 파악하고 좀도둑질을 시작한다.
그러던 중 감옥에서 지내는 한 소년을 알게 된다. 소년은 감옥을 지배하는 범죄 조직의 보스인 하비의 보호를 받고 있었다. 그링고는 소년이 왜 보호받는지 궁금해하지만, 소년은 입을 다문다. 결국 소년이 하비를 암살하려다 실패한 것을 막으면서 그 이유를 알게 된다. 하비는 간이 좋지 않았고, 소년은 하비에게 이식할 수 있는 유일한 적합자였던 것. 이미 소년의 아버지를 죽이고 간을 빼앗았던 하비는 소년마저 죽이려 했던 것이다. 이에 그링고는 이식을 막고 하비를 제거하기로 결심한다.
그 사이, 그링고는 미국 영사관 직원의 눈에 띄고, 자신의 정체를 들키지만 개의치 않는다. 그링고는 소년과 함께 하비를 무너뜨리려 하고, 소년의 어머니와 가까워진다. 그링고는 하비의 동생을 구해주고, 부패 경찰들이 숨긴 돈의 행방을 밝혀 하비의 신임을 얻는다. 한편, 그링고에게 돈을 도난당했던 범죄 보스 파울러가 부패 경찰들을 찾아 고문하며 돈의 행방을 쫓고, 하비의 부하들이 나타나 그들을 살해하고 돈을 가져간다. 격분한 파울러는 하비와 그링고를 죽이기 위해 암살자들을 보낸다.
총격전이 벌어지자 멕시코 당국은 감옥을 급습할 계획을 세운다. 시간이 없어진 하비는 그링고에게 파울러를 죽여달라고 부탁하고, 동시에 소년의 간 이식 수술을 준비한다. 감옥에서 나온 그링고는 파울러를 함정에 빠뜨려 죽이고, 곧바로 소년을 구하기 위해 감옥으로 돌아간다. 영사관 직원의 신분을 이용해 감옥에 들어간 그링고는 수술을 중단시키고 하비를 위협하여 소년의 어머니를 데려오게 한다. 그 과정에서 하비의 동생과 부하들을 죽이고, 간호사의 도움으로 감옥에서 탈출한다.
결국 그링고는 숨겨진 돈까지 되찾고, 소년과 그의 어머니와 함께 해변에서 행복한 삶을 누린다. 그리고 과거 그링고의 배신자였던 자는 복수를 당해 죽음을 맞이한다.

## 출연

### 주연
- 멜 깁슨
- 피터 스토메어
- 딘 노리스

### 조연
- 케빈 헤르난데즈
- 스테파니 레멜린
- 밥 건튼
- 스콧 코헨
- 패트릭 보초우
- 돌로레스 히르디아
- 지저스 오초아
- 제라도 타라세나
- 다니엘 기메네즈 카쵸
- 테노크 휴에타
- 구스타보 산체스 파라

## 기타
- 미술: 베르나르도 트루일로
- 배역: 알레한드로 레자
- 배역: 빅토리아 토머스

## 같이 보기
- 멜 깁슨의 작품 목록